# انتونی گریفیث (بازیکن فوتبال)
انتونی گریفیث (انگلیسی: Anthony Griffith؛ زادهٔ ۲۸ اکتبر ۱۹۸۶) بازیکن فوتبال اهل بریتانیا است.
از فیلم‌ها یا برنامه‌های تلویزیونی که وی در آن نقش داشته‌است می‌توان به خم اشاره کرد.
از باشگاه‌هایی که در آن بازی کرده‌است می‌توان به باشگاه فوتبال شروزبری تاون، باشگاه فوتبال دونکستر راورز، باشگاه فوتبال دارلینگتون، باشگاه فوتبال آلترینچام، باشگاه فوتبال آکسفورد یونایتد، باشگاه فوتبال کارلایل یونایتد، باشگاه فوتبال استافورد رانجرز، باشگاه فوتبال پورت ویل، باشگاه فوتبال هروگیت تاون، و باشگاه فوتبال لیتون اورینت اشاره کرد.
وی همچنین در تیم ملی فوتبال مونتسرات بازی کرده‌است.